# حبیب لک‌زائی
حبیب لک‌زایی (زاده ۱۸ شهریور ۱۳۴۲ سیستان – درگذشته ۲۵ مهر ۱۳۹۱ تهران) نظامی ایرانی بود، که در خلال جنگ ایران و عراق از اعضای سپاه پاسداران انقلاب اسلامی محسوب می‌شد. وی در فاصله سالهای ۱۳۸۷ تا ۱۳۹۱ جانشین فرمانده سپاه سلمان سیستان و بلوچستان بود.

## زندگی
حبیب لک‌زائی در ۱۸ شهریورِ ۱۳۴۲ در سیستان زاده شد. پدر وی از روحانیون فعال سیستان و بلوچستان و از اساتید حوزه و امام جمعه موقت شهرهای زابل، زهک و ادیمی بود.
وی پس از وقوع انقلاب، علاوه بر ایفای نقش فعال و تأثیرگذار در محرومیت زدایی از منطقه زابل و شرکت در برنامه‌های فرهنگی، به جهاد سازندگی پیوست. او پس از شروع جنگ ایران و عراق به عضویت سپاه پاسداران انقلاب اسلامی درآمد.

## جنگ ایران و عراق
لک‌زائی در ۸ تیرماه ۱۳۶۰ به عضویت سپاه پاسداران درآمد و در دوران جنگ ایران و عراق نیز در قالب لشکر ۴۱ ثارالله چندین بار در جنگ حضور پیدا کرد. وی در شرایطی به جنگ می‌رفت که فرماندهان تمایل بیشتری به حضور او در پشت جبهه و تلاش برای تقویت نیروهای اعزامی داشتند و بارها پس از ورود به جبهه، به دستور فرماندهان به عقب بازگردانده می‌شد. او در سال ۱۳۶۷ در منطقه شلمچه مجروح شد، به طوری که ۴ روز در بیهوشی به سر برد. 
لک‌زائی در طول جنگ ایران و عراق در عملیات فتح‌المبین و کربلای ۵ حضور داشت و سابقه بیش از ۱۰۰ ماه حضور در مناطق عملیاتی جنوب شرق کشور را دارد. همچنین در طول جنگ مسئولیت نیروهای اعزامی از منطقه سیستان را عهده‌دار بوده‌است. در آن زمان نیروهای اعزامی از استان‌های سیستان و بلوچستان و کرمان در موقعیت لشکر ۴۱ ثارالله قرار می‌گرفتند، که فرمانده آن قاسم سلیمانی بود.

## مسئولیت‌ها
1. تک تیرانداز گردان کمیل از لشکر ۴۱ ثارالله در دشت‌عباس
2. حضور در جبهه با لشکر ۲۷ محمد رسول‌الله
3. تک‌تیرانداز گردان ۴۰۹ از لشکر ۴۱ ثارالله در جنوب اهواز
4. مسئول گروه گشت در پایگاه زابل
5. مسئول بسیج زابل از ۱۳۶۱ تا ۱۳۶۳
6. فرمانده بسیج زابل از ۱۳۶۳ تا ۱۳۶۶
7. رئیس ستاد گردان کمیل در لشکر ۴۱ ثارالله از ۱۳۶۶ تا ۱۳۶۹
8. فرمانده سپاه زابل از ۱۳۶۹ تا ۱۳۷۹
9. معاون هماهنگ‌کننده بسیج سیستان و بلوچستان از ۱۳۷۹ تا ۱۳۸۶
10. جانشین فرمانده بسیج سیستان و بلوچستان از ۱۳۸۶ تا ۱۳۸۷

- جانشین فرمانده سپاه سلمان سیستان و بلوچستان از ۱۳۸۷ تا ۱۳۹۱

## جانبازی
لک‌زائی در سال ۱۳۶۷ در منطقه عملیاتی شلمچه از ناحیه چشم، پهلو، سر، گردن و پا به شدت مجروح شد، بطوری که سایر همرزمان وی که اسیر شدند، تصور نمودند کشته شده‌است و در اردوگاه اسرا برای وی مراسم فاتحه گرفتند، اما بعد از مداوا و تلاش پزشکان در بیمارستان آیت‌الله کاشانی اصفهان، به زندگی بازگشت.
وی جانباز ۷۷ درصد و دارای درجه سرتیپی بود. برادر وی در واقعه تروریستی تاسوکی در سال ۱۳۸۴ به اسارت گروه جندالله درآمد. فرزند وی؛ مسلم لک‌زائی نیز در همان واقعه کشته شد.

## تحصیلات
لک‌زائی دانش‌آموخته کارشناسی مدیریت دولتی و کارشناسی ارشد مدیریت امور دفاعی و استراتژیک از دانشگاه فرماندهی و ستاد سپاه بود. وی در استان سیستان و بلوچستان نخستین نفری بود که در اولین دوره عالی فرماندهی دافوس شرکت کرد.

## درگذشت
لک‌زایی در تاریخ ۲۵ مهر ۱۳۹۱، پس از تحمل ۲۴ سال رنج ناشی از جراحات و مصدومیت‌های دوران جنگ، در حالی که بیش از ۶۳ ترکش در بدن داشت، در بیمارستان بعثت نیروی هوایی ارتش در تهران درگذشت و پس از انتقال به زادگاهش، در حسینیه شهدا و در گلزار شهدای ادیمی به خاک سپرده شد.
وی در تاریخ بیست و چهارم مهرماه (یک روز قبل درگذشت) از سوی سید علی خامنه‌ای به درجه سرتیپی ارتقاء یافت.

## تقدیرها
- سال ۱۳۷۰ - تقدیر از سوی رهبر جمهوری اسلامی، به پاس تلاش در حراست از مرزهای کشور
- تقدیر از سوی ستاد فرماندهی کل قوا و فرماندهی کل سپاه، فرمانده نیروی زمینی و معاونت‌های مختلف سپاه و نیروی انتظامی و ارتش

## کتاب‌های دربارهٔ او
- حبیب دلها جلد اول تا هفتم، از سوی مؤسسه عرشیان کویر تاسوکی، از ۱۳۹۱ تا ۱۳۹۶
- حبیب از زبان حبیب، از سوی مؤسسه عرشیان کویر تاسوکی، ۱۳۹۲
- حبیب دلها در آینه اشعار جلد اول و دوم، از سوی مؤسسه عرشیان کویر تاسوکی، ۱۳۹۲ و ۱۳۹۳
- بسیج و امنیت ملی با رویکرد استان سیستان و بلوچستان، از سوی مؤسسه عرشیان کویر تاسوکی، ۱۳۹۲

## نرم‌افزار دربارهٔ او
- نرم‌افزار «حبیب دلها» به سفارش مؤسسه عرشیان کویر تاسوکی، توسط مرکز تحقیقات کامپیوتری علوم اسلامی نور تولید شد.[۳]